# Marajó
Marajó és una illa maritimofluvial situada a la desembocadura del riu Amazones, en la zona septentrional de la costa atlàntica del Brasil. Pertany a l'estat de Pará. La seva superfície és d'uns 40.100 km², amb 295 quilòmetres de llargada i 200 d'amplada. Supera els 49.000 km² si hi sumem les 2.500 illes veïnes -separades per diversos braços de l'Amazones- amb les quals conforma l'arxipèlag de Marajó. Hi resideix una població propera als 420.000 habitants (dada de 2022).
Va acollir una societat precolombina avançada, anomenada cultura marajoara, que va viure a l'illa aproximadament des d'un mil·lenni abans de l'arribada dels europeus al continent, i que podria haver acollit més de 100.000 persones en el seu moment àlgid. En l'actualitat, l'illa és coneguda per la seva gran població de búfals asiàtics domèstics, així com per les marees mascaret (pororoca) que hi tenen lloc. És la segona illa més gran d'Amèrica del Sud, la 35a illa més gran del món i la major illa maritimofluvial del planeta.

## Etimologia
Segons el jesuïta italobrasiler Giovanni Gallo, el nom Marajó podria tenir dues possibles arrels, provinents de les llengües indígenes locals. M-bará-yó té una traducció similar a areny (acumulació de sorra marítima o fluvial). El lexema mbará va derivar, amb els segles, en el mot pará, mar, i mara. L'altra versió establiria que marajó es una deformació d'yg-apó, terme que defineix la crescuda d'un riu.
Ancestralment, l'illa era anomenada Marinatambal pels indígenes (segons va narrar Walter Raleigh en el segle xvi) i, en l'època colonial, va ser denominada Illa Gran de Joannes (Ilha Grande de Joannes) pels portuguesos.

## Història
Hi ha registres d'ocupació de l'illa des del segle x aC, tot i que els pobles que l'habitaven, com els Ananatuba, eren seminòmades. Ja en la nostra era, l'illa va ser extensament poblada per la nació marajoara. No hi ha un consens clar sobre les dates de l'ocupació, que podria haver-se iniciat entre els segles iii i viii; mentre que la desaparició d'aquest poble se situaria entre els segles xiv i xvii. La població mitja en el territori era d'uns 40.000 habitants, amb un màxim de vora 100.000. Era costum a l'illa que els residents visquessin en cases de fang instal·lades sobre palafits. Per seguretat, aixecaven les cases sobre turons artificials, uns terraplens elevats (dits tesos) que els protegia de les inundacions. Els marajoaras vivien en una societat matriarcal. Des de la infància, les dones marajoaras desenvolupaven l'art de modelatge de l'argila, la producció de la ceràmica marajoara i el cultiu de la mandioca. En l'inici de l'adolescència, les marajoaras duien els cossos pintats i utilitzaven un tapall de ceràmica decorat amb dibuixos simbolitzant els genitals.

Urnes funeràries, mostra de la ceràmica marajoara
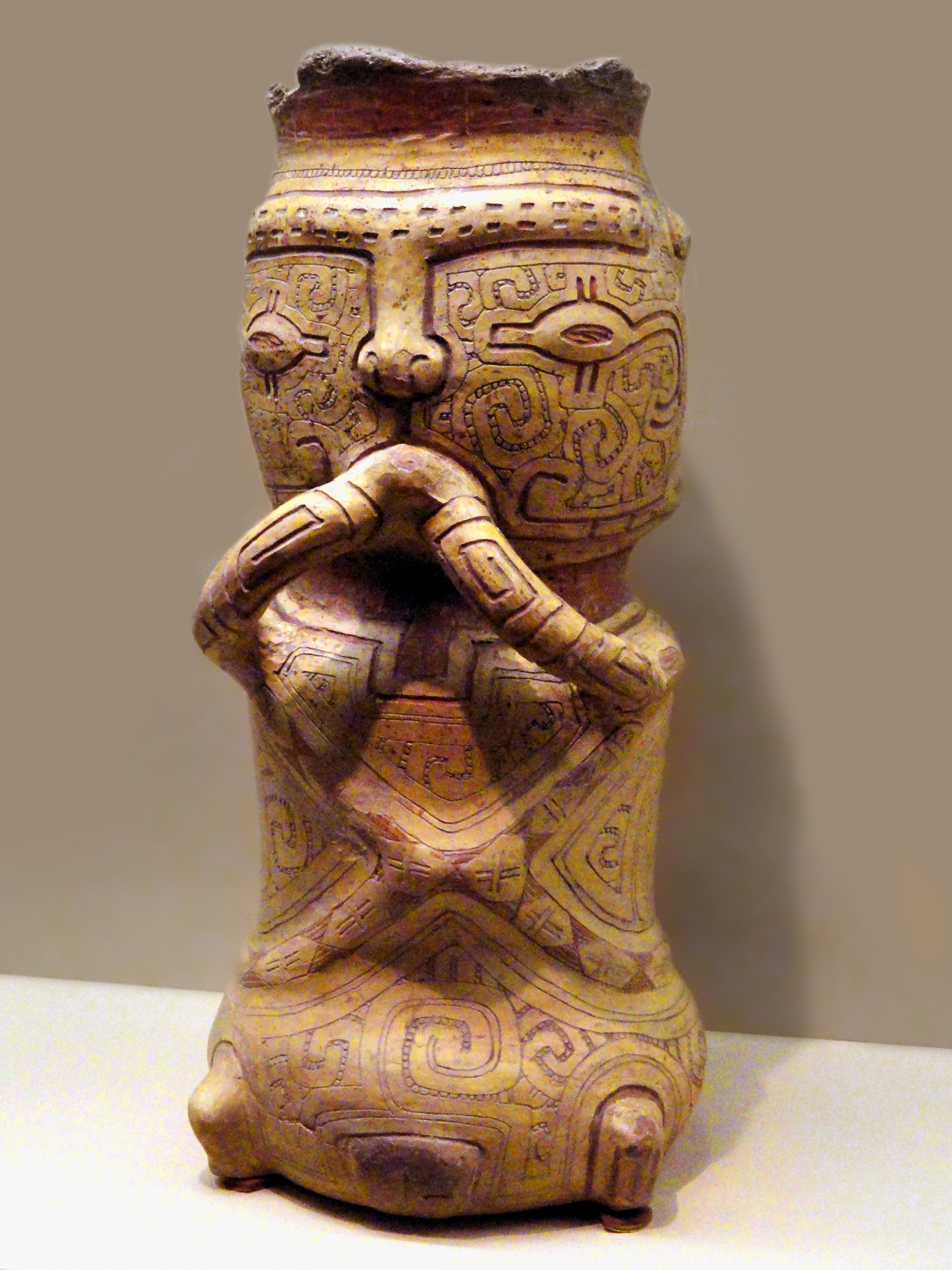
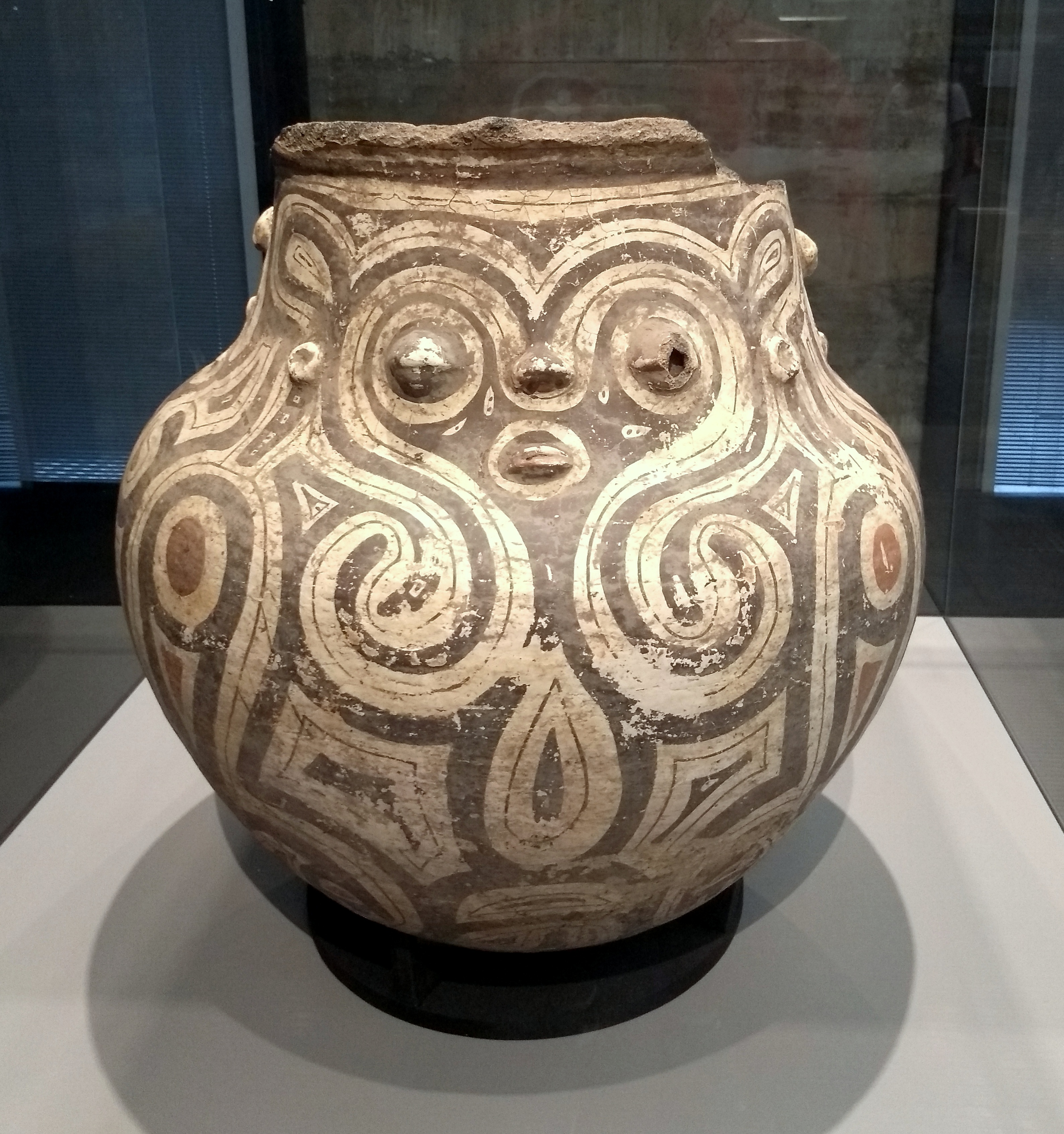
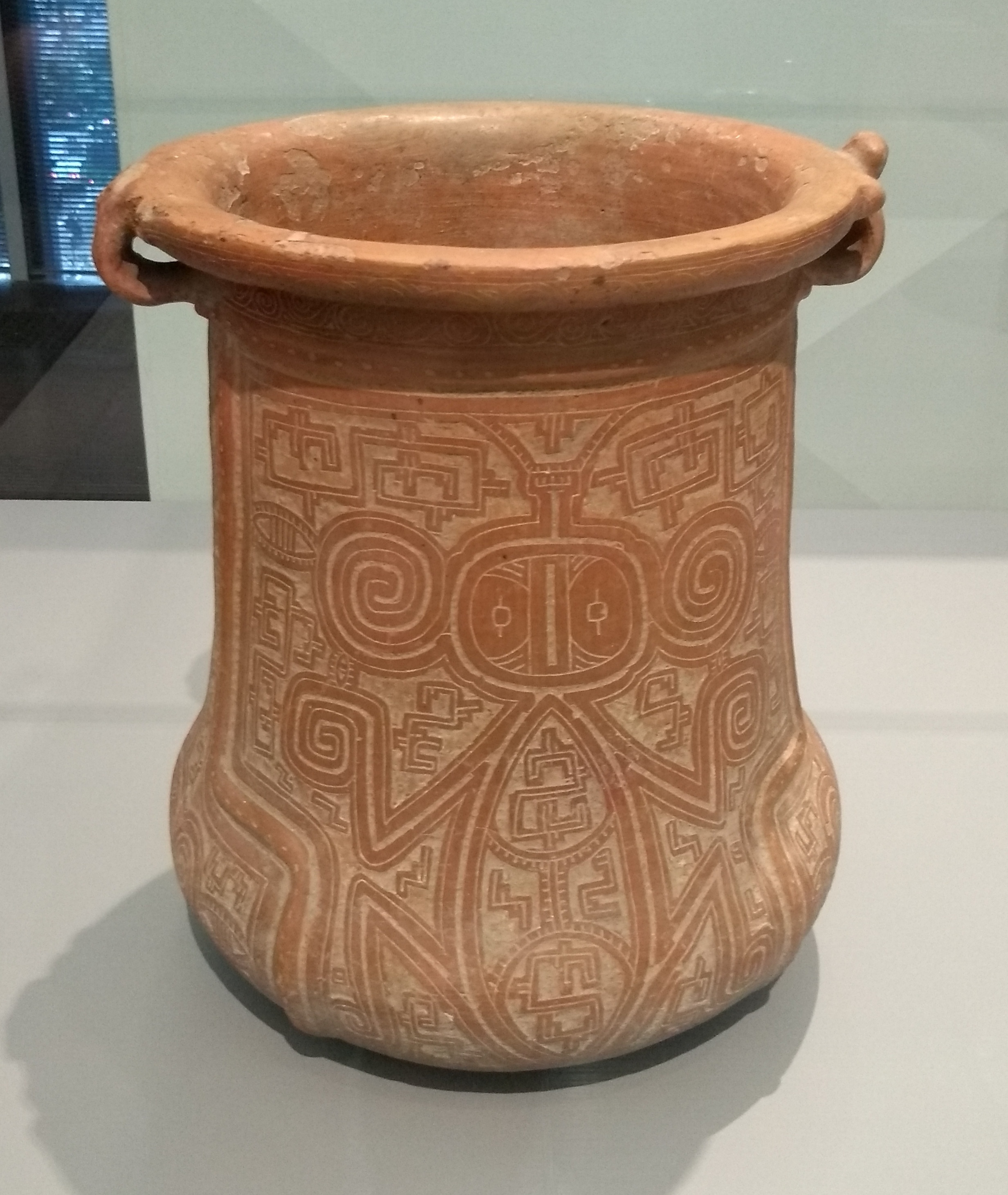

El 23 de desembre de 1665, el rei Alfons VI de Portugal va atorgar a António de Sousa Macedo, el seu Secretari d'Estat, la concessió de la Capitania hereditària de l'Illa Gran de Joanes, territori amb els mateixos límits que l'illa de Marajó. El 1754, la Corona Portuguesa compra les terres i la seva administració passa a estar sota control de l'Estat del Grão-Pará i Maranhão.

## Geografia
Amb una àrea de 40.100 km², és la major illa costanera del Brasil i la major illa fluviomarítima (banyada alhora tant per aigües fluvials quant per oceàniques) del planeta.
Es troba encerclada pel riu Amazones a l'oest i nord-oest, per l'oceà Atlàntic al nord i nord-est, per la badia de Marajó a l'est i sud-est i pel complex de canals tributaris (igarapés) del riu Tocantins i del riu Pará al sud.

## Clima
La classificació climàtica donada a la regió, d'acord Köppen, és del tipus monsònic. Les estacions són poc accentuades, però el règim pluviomètric anual defineix una estació seca, malgrat que aquesta rep pluja suficient com per no caure en dèficit hídric. El mes més fred té una temperatura mitjana superior als 20 °C i una temperatura mitjana anual de 26 °C. La precipitació anual és sempre superior als 2.000 mil·límetres. L'amplitud tèrmica és molt fluixa i els dies tenen la mateixa durada de les nits. La humitat relativa de l'aire és alta (> 80%), amb absència total de període sec. En aquesta regió, predomina el centre de massa d'aire equatorial i sorgeixen, també, corrents d'aire en el delta del riu Amazones.

## Biodiversitat local
Marajó posseeix una rica biodiversitat a causa de la seva localització estratègica entre el bosc amazònic i l'oceà Atlàntic. La regió acull una gran diversitat d'ecosistemes, incloent boscos tropicals, manglars, sabanes i aiguamolls. Aquesta varietat d'hàbitats contribueix a l'existència d'una àmplia gamma d'espècies vegetals i animals.

### Flora
La flora de l'Illa de Marajó és caracteritzada per una vegetació exuberant, amb presència d'espècies típiques de l'Amazònia, com açaí, buriti, palmeres i diverses espècies d'arbres i plantes medicinals. Els manglars també són una part important del paisatge, oferint abric i aliment a moltes espècies marines i aus migratòries.

### Fauna
En termes de fauna, l'illa abriga una gran diversitat d'espècies. Existeixen diverses espècies de mamífers, com el cérvol dels pantans, el caputxí i el formiguer gegant. L'avifauna és especialment rica, amb més de 400 espècies d'aus registrades, incloent ibis escarlata, ardèids, becplaners, jabirús, guacamais i diverses espècies d'aus aquàtiques. A més d'això, l'illa també abriga rèptils, com caimans, tortugues i serps, a més d'una extensa varietat de peixos d'aigua dolça i marins.
La zona és abundant en broma, un mol·lusc allargassat que s'alimenta de fusta i que els locals han incorporat a la seva gastronomia. Aquests corcs de mar van ser una plaga pels vaixells que feien la ruta de les Amèriques, que van haver de cobrir els cascs amb làmines de coure. A començaments del segle xx es van desenvolupar vernissos repel·lents que, fins ara, només han aconseguit reduir-ne parcialment els efectes.

## Unitats de conservació
Dintre de l'Àrea de Protecció Ambiental de l'Arxipèlag de Marajó hi ha les següents unitats de conservació:
- Parc Estatal Charapucu
- Reserva Ecològica del Bosc de Bacurizal i el Llac Caraparú
- Reserva Extractivista Gurupá-Melgaço
- Reserva Extractivista Mapuá
- Reserva Extractivista Marina de Soure
- Reserva Extractivista Terra Grande - Pracuúba
- Reserva de Desenvolupament Sostenible Itatupã-Baquiá

S'estan realitzant esforços per protegir la biodiversitat de l'Illa de Marajó. Es van promoure àrees protegides, com la Reserva de Desenvolupament Sostenible de Marajó i l'Àrea de Protecció Ambiental de Marajó, establertes per promoure la conservació de la naturalesa i l'ús sostenible dels recursos naturals.

## Divisió política i estadística
L'illa de Marajó pertany a l'estat de Pará i té 12 seus municipals, tot i que alguns dels termes s'estenen més enllà de l'illa principal. Antigament, l'Institut Brasiler de Geografia i Estadística (IBGE) feia divisions supramunicipals anomenades microregions. Les 12 localitats es dividien en dues microregions, Arari i Furos de Breves. S'enquadraven en la mesoregió de Marajó, de la que també formava part una tercera microregió, la de Portel, amb 4 municipis situats al sud dels límits de l'illa.
| Microregió                                              | Localització                               | Municipis                                                                                                   |
| ------------------------------------------------------- | ------------------------------------------ | --- |
| Arari                                                   |                                            | \| - Cachoeira do Arari - Chaves - Muaná - Ponta de Pedras \| - Salvaterra - Santa Cruz do Arari - Soure \| |
| Furos de Breves                                         |                                            | - Afuá - Anajás - Breves - Curralinho - São Sebastião da Boa Vista                                          |
| Portel                                                  |                                            | - Bagre - Gurupá - Melgaço - Oeiras do Pará - Portel                                                        |
| - Cachoeira do Arari - Chaves - Muaná - Ponta de Pedras | - Salvaterra - Santa Cruz do Arari - Soure | |

Des de 2017 aquesta distribució ha quedat en desús, i la mesoregió de Marajó es correspon amb l'actual Regió geogràfica intermediària de Breves, que supera els 104.000 km². Aquesta es divideix en dues Regions geogràfiques immediates: la de Soure-Salvaterra (extrem est de l'illa) i la de Breves. La població total, l'any 2022, sobrepassava els 610.000 habitants.

## Economia
Marajó és l'àrea amb la major cabanya de búfals asiàtics domèstics del Brasil, amb 520.000 caps (dada de 2016). És un dels principals motors econòmics de la regió, abastint la població de carn, làctics i cuir. L'arribada d'aquest animal data de l'última dècada del segle xix, però la veritable expansió dels ramats de búfals no va donar-se fins als anys 20 i 30 del segle següent. La pesca és una activitat important per a les comunitats locals de l'illa, i la biodiversitat de la regió subministra recursos naturals essencials per a la seva subsistència. No obstant això, com en moltes àrees amb alta biodiversitat, l'Illa de Marajó enfronta desafiaments relacionats a la conservació. L'explotació fustera il·legal, la caça i pesca furtiva i la degradació dels ecosistemes són amenaces significatives.
A més d'això, l'Illa de Marajó atreu ecoturistes interessats en explorar els seus paisatges naturals, descobrir els rius i gaudir de les platges d'aigua salabrosa. També és possible visitar les hisendes de búfalos, experimentar la cuina local i participar de festivals culturals, com el MarajóFest i el Festival del Carimbó. El gruix de visitants de l'illa viatgen en avió fins a Belém, i des d'allà agafen alguna de les embarcacions que a diari completen la ruta entre la capital paraense i l'illa.
La cultura marajoara va deixar un ric llegat arqueològic en l'illa. La venta de ceràmica artesana s'ha convertit en una altra font d'ingressos per la població local. Marajó també compta amb museus dedicats a divulgar el passat cultural de la regió.

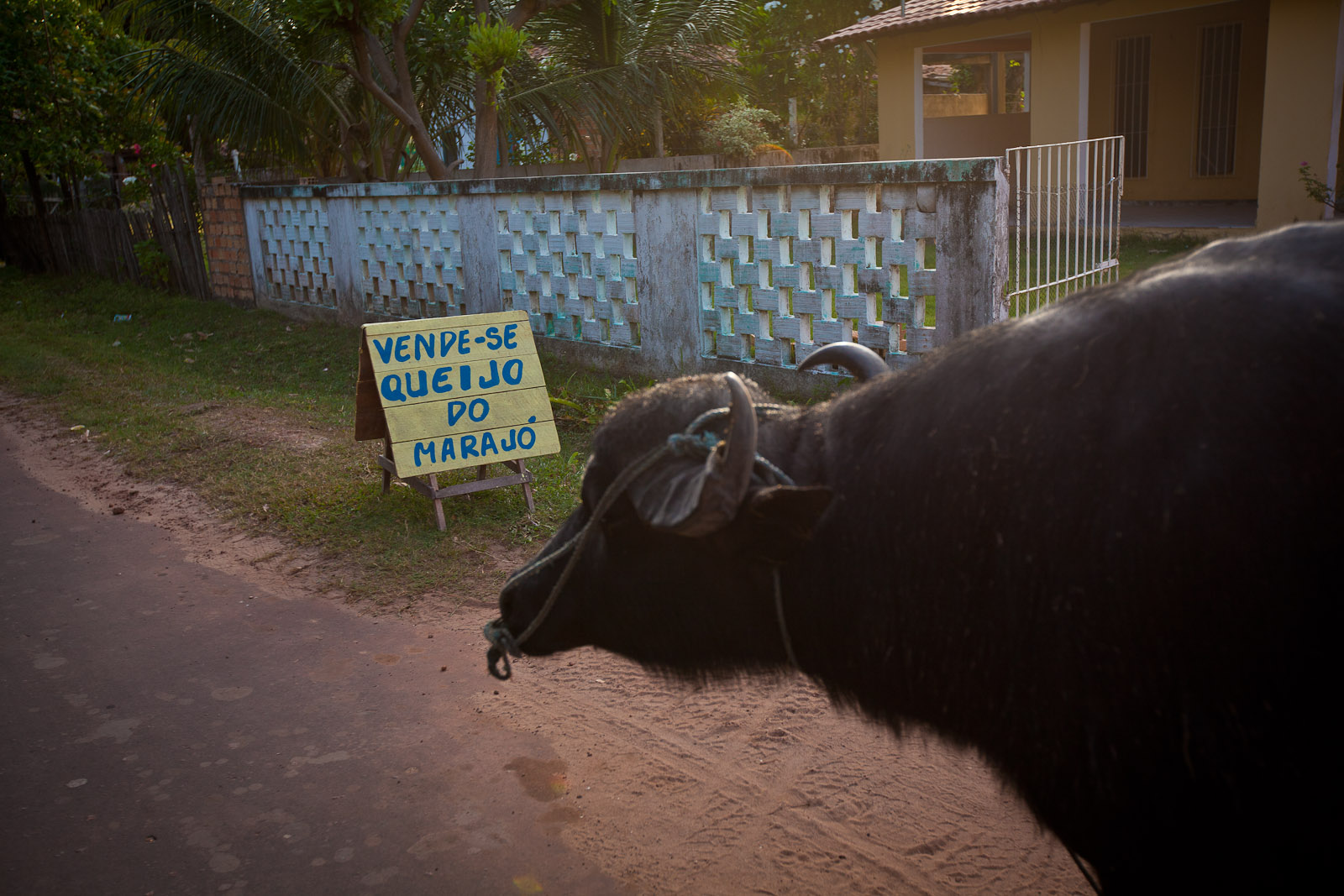
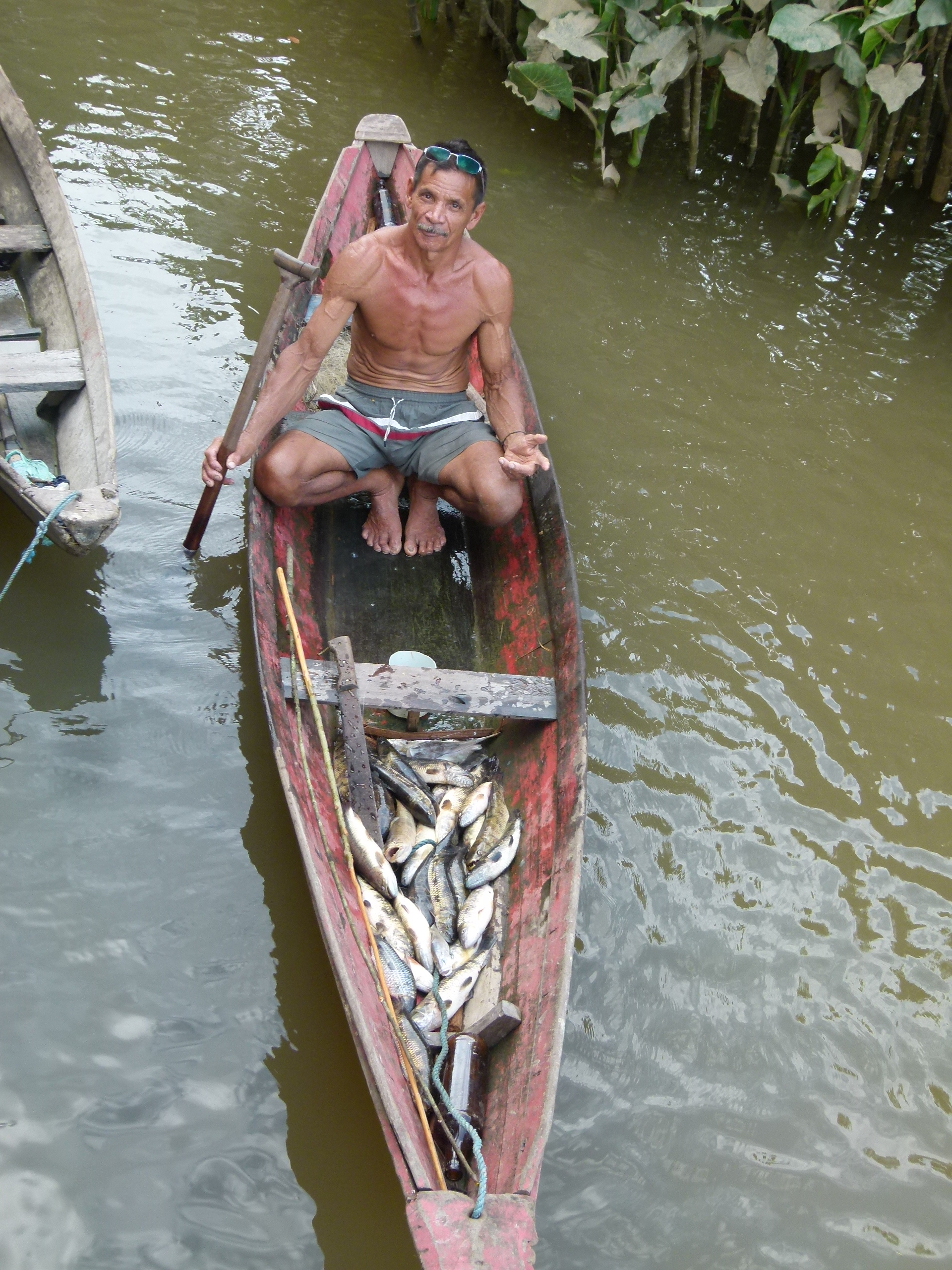
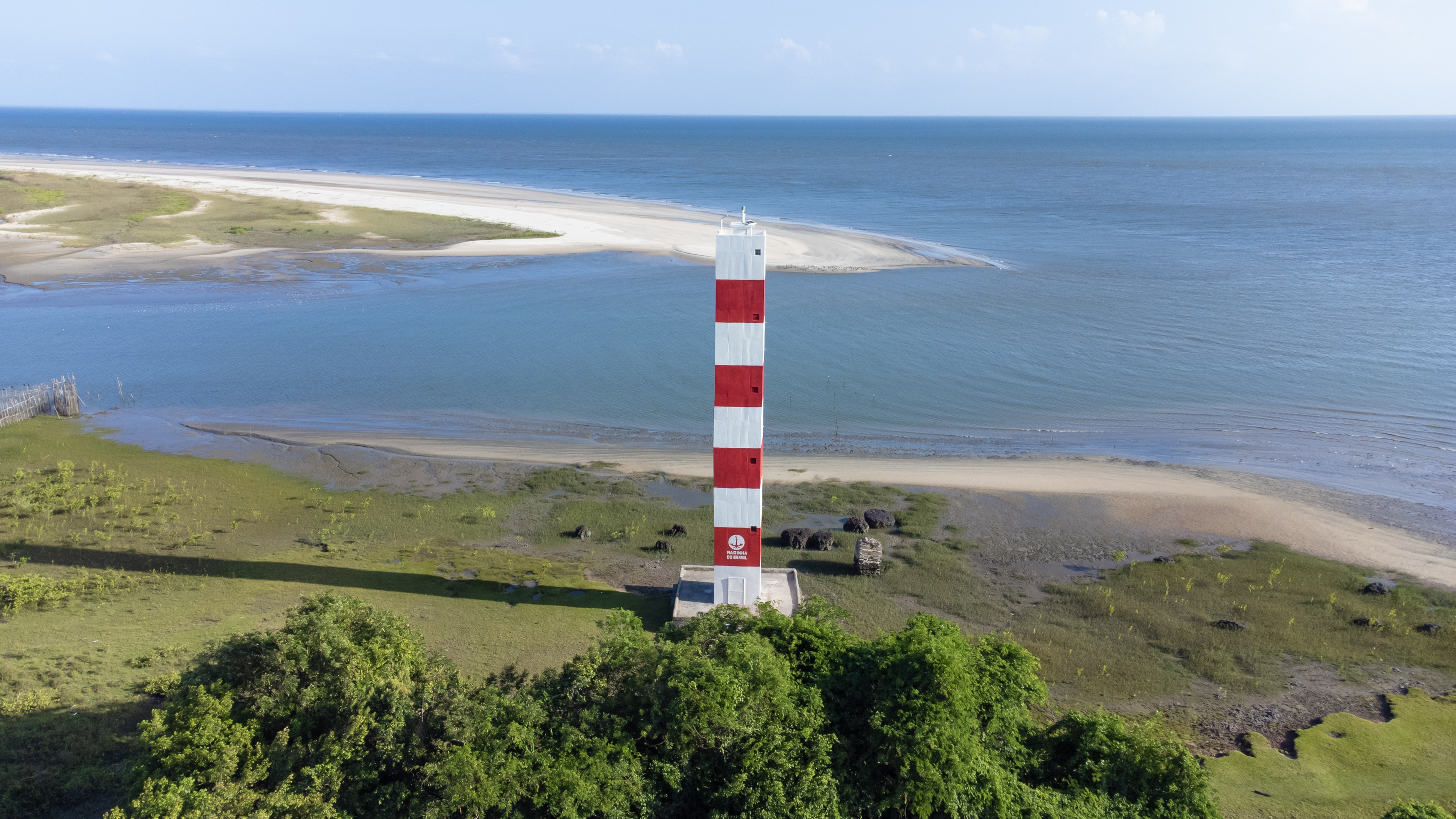
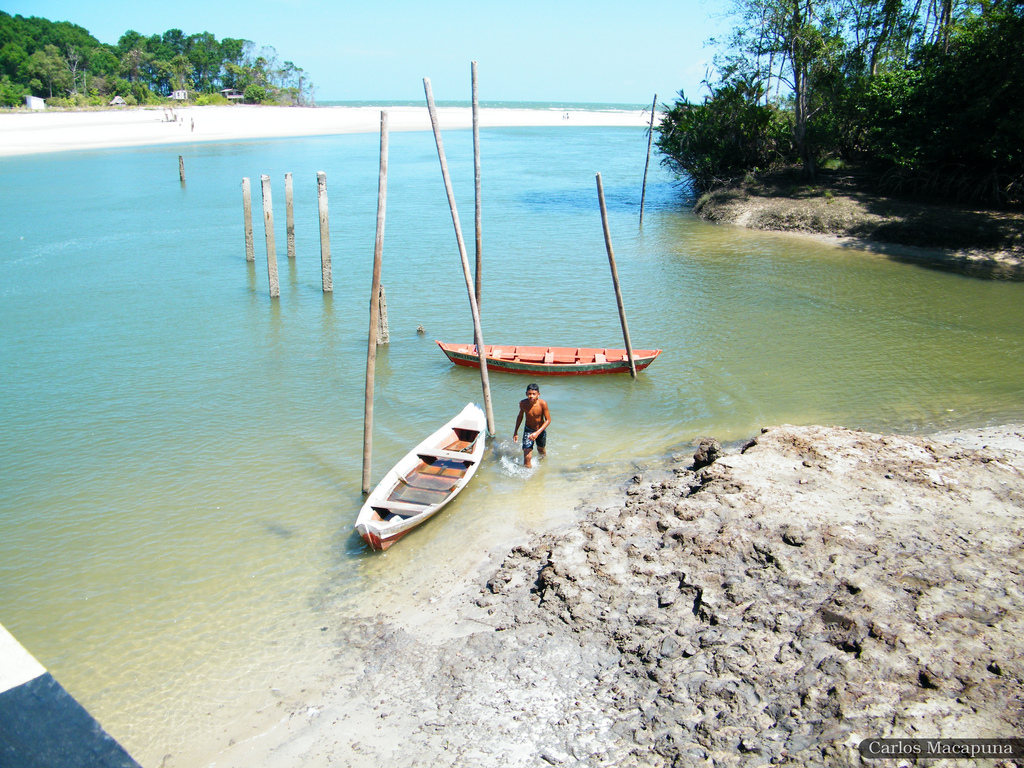
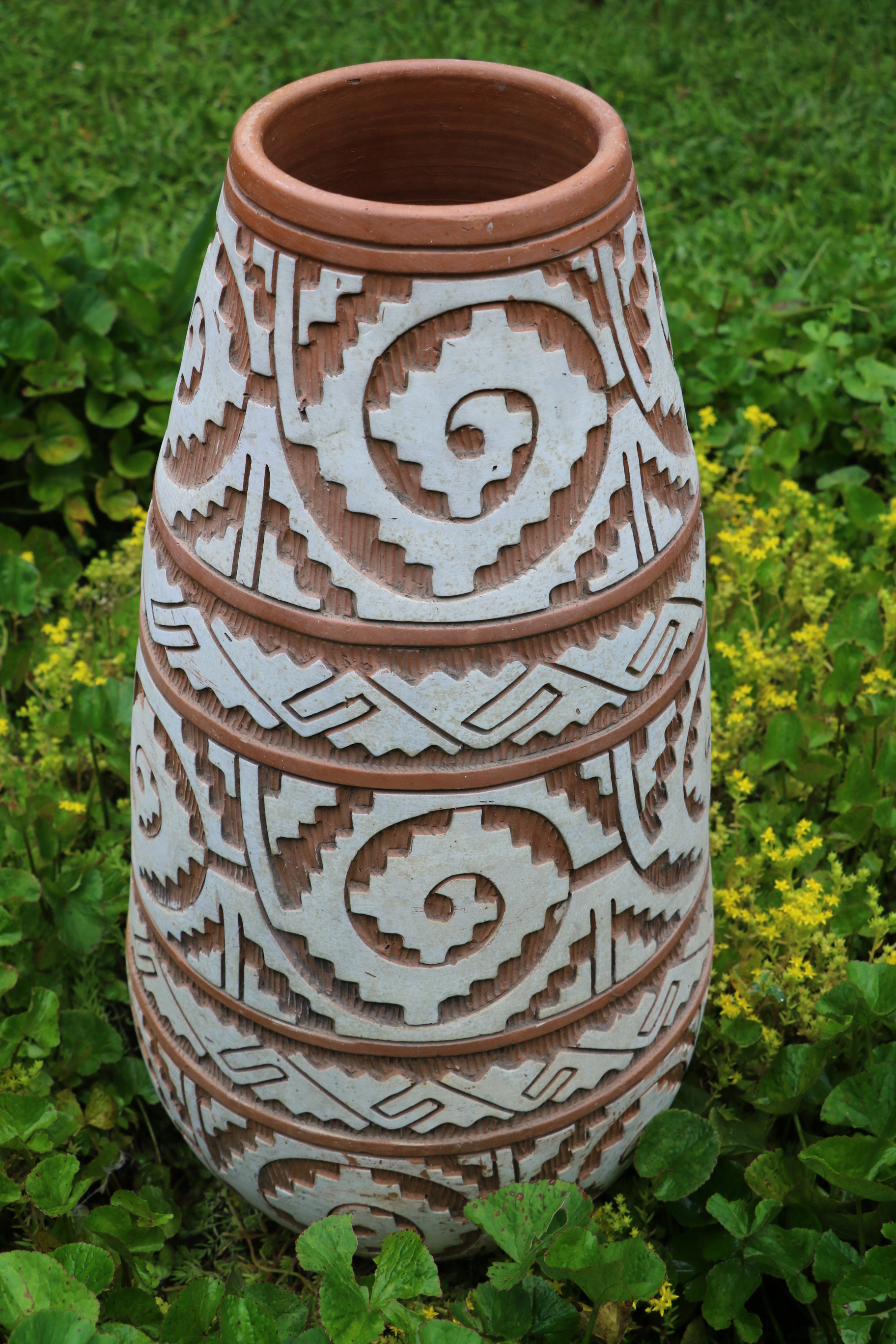

## En la cultura popular
L'illa és citada en el samba-enredo Aquarela brasileira, que Silas de Oliveira va compondre per a l'escola de samba Império Serrano pel Carnaval de 1964. La cançó exalta els escenaris del Brasil de nord a sud: «Passeando pelas cercanias do Amazonas / conheci vastos seringais / No Pará, a ilha de Marajó / e a velha cabana do Timbó».